# Station Łódź Olechów Wiadukt
Station Łódź Olechów Wiadukt is een spoorwegstation in de Poolse plaats Łódź. Het station werd geopend in 1940 en gesloten in 1970. Het werd heropend in 2019.